# 1846 en santé et médecine
| Années de la santé et de la médecine : 1843 - 1844 - 1845 - 1846 - 1847 - 1848 - 1849    |
| Décennies de la santé et de la médecine : 1810 - 1820 - 1830 - 1840 - 1850 - 1860 - 1870 |

Cet article présente les faits marquants de l'année 1846 en santé et médecine.

## Événements
États-Unis
- 30 septembre : première extraction dentaire sous anesthésie par l'éther, à Boston, par le dentiste américain William Morton[1].

France
- Louis Pasteur est reçu à l'agrégation de physique[2].
- Début des travaux de l'hôpital Lariboisière sur les terrains de l'ancien enclos Saint-Lazare[3].

Irlande
- Grande Famine en Irlande[4].

Autriche
- Ignaz Phillip Semmelweis est nommé à la maternité de Vienne[5]. Le lavage des mains préconisé par lui fait monter de façon importante le nombre de mères qui survivent à l'accouchement.

Allemagne
- Le physiologiste allemand Carl Ludwig perfectionne l'hémodynamomètre de Poiseuille et met au point le « kymographion », un appareil pour enregistrer le pouls ancêtre du sphygmographe[6].

## Publications
- William Benjamin Carpenter, A manual of physiology, including physiological anatomy, etc., Londres, John Churchill ― Nombreuses rééditions
- 9 et 16 novembre : le chimiste Michel-Eugène Chevreul présente à  l’Académie  des  sciences un mémoire sur plusieurs réactions chimiques qui intéressent l'hygiène publique : Mémoire sur plusieurs réactions chimiques qui intéressent l'hygiène des cités populeuses, Paris, impr. de Vve Bouchard-Huzard, 1846, 48 p. (lire en ligne sur Gallica).
- William Henderson, An inquiry into the homoeopathic practice of medicine, New York, W. Radde ; Boston, O. Clapp.

- Édouard Séguin : Traitement moral, Hygiène et Éducation des idiots.

## Prix
- Médaille royale de la Royal Society : Richard Owen (1804-1892), médecin, anatomiste et paléontologue britannique.

## Naissances
- 3 janvier : Saturnin Arloing (mort en 1911), vétérinaire français.
- 10 février : Ira Remsen (mort en 1927), médecin et chimiste américain.
- 24 février : Christian Gerhard Leopold (mort en 1911), gynécologue allemand, auteur des « manœuvres de Leopold ».
- 28 mars : Giulio Bizzozero (mort en 1901), médecin considéré comme le père de l'histologie italienne et comme l'un des précurseurs de la médecine préventive.
- 9 avril : Ladislas-Xavier Gorecki (mort en 1904), ophtalmologue français.
- 3 octobre : James Putnam (mort en 1918), neurologue américain.
- 15 octobre : Victor Galtier (mort en 1908), vétérinaire français.
- 9 novembre : Pierre Budin (mort en 1901), pédiatre et obstétricien français.
- 12 décembre : Eugen Baumann (mort en 1896), pharmacien et chimiste allemand.

## Décès
- 30 janvier : Joseph Constantine Carpue (en) (né en 1764), médecin anglais qui effectue la première rhinoplastie en Grande-Bretagne (publiée en 1817 : (en) « An Account of Two Successful Operations for Restoring a Lost Nose (Lost Noses) from the Integuments of the Forehead, in the Cases of Two Officers in His Majesty's Army : To Which Are Affixed, Historical and Physiological Remarks on the Nasal Operation ; Including Descriptions of the Indian and Italian Methods », The Medico-chirurgical journal and review, vol. 4, no 23,‎ 1817, p. 376–387 (lire en ligne).
- 17 février : Jacques de Lens (né en 1786), médecin français.
- 1er août :  David Heinrich Hoppe (né en 1760), médecin, pharmacien et botaniste allemand[7].
- 21 septembre : Charles Derosne (né en 1780), pharmacien, chimiste et industriel français.
- 14 octobre : Auguste Bérard (né en 1802), chirurgien français.
- 26 novembre : Giacomo Tommasini (it) (né en 1768), médecin italien.

Date indéterminée
- Maria Medina Coeli (née en 1764), médecin italien.